# Patty Duke
Anna Marie "Patty" Duke (Manhattan, Nueva York, 14 de diciembre de 1946-Coeur d'Alene, Idaho, 29 de marzo de 2016) fue una actriz estadounidense de teatro, cine y televisión. Alcanzó la fama como estrella infantil al ganar un Oscar a la mejor actriz de reparto a los 15 años de edad por su papel en la película El milagro de Ana Sullivan y, más tarde, con su propio show televisivo. Posteriormente tuvo éxito en la transición de actriz infantil a papeles de adultos y fue presidenta de la Screen Actors Guild entre 1985 y 1988.
En 1982, a los 36 años, Duke fue diagnosticada de trastorno bipolar, y desde entonces dedicó gran parte de su tiempo a informar al público sobre esta enfermedad, además de sobre otros temas de salud mental y vejez, a la par que sobre su carrera artística.

## Biografía
Anna Marie Duke era hija de Frances McMahon y John Patrick Duke. Su padre era de ascendencia irlandesa y su abuela materna de ascendencia alemana.
Duke vivió, desde el principio, una infancia difícil: Su padre era alcohólico y su madre sufría de depresión clínica y era propensa a la violencia. Cuando Duke tenía seis años, su madre echó a su esposo de casa y, dos años después, llevó su hija a John y Ethel Ross, quienes se convirtieron en sus representantes. Los Ross reconocieron en la pequeña su talento interpretativo y la promocionaron como actriz infantil, aunque con métodos que a menudo rayaban en la explotación. Además fue Ethel Ross quien la bautizó artísticamente, diciéndole a la niña: "Anna Marie está muerta, ahora te llamarás Patty" (el nombre de Patty fue elegido debido a que los Ross querían que Anna emulara el éxito de Patty McCormack). Todo esto tendría repercusiones dolorosas para Duke en las siguientes décadas.
Uno de los primeros papeles que tuvo Duke en su trabajo como actriz, a finales de la década de 1950, fue en la telenovelaThe Brighter Day. Además, Duke también apareció en anuncios de prensa y televisión. A los doce años concursó en el programa The $64,000 Question y ganó 32.000 dólares. Tres años después se descubrió que el concurso había sido amañado y fue llamada a testificar ante una comisión del Congreso por presunto fraude.
El primer papel importante de Patty Duke fue el de Helen Keller en la obra teatral de Broadway The Miracle Worker, coprotagonizada por Anne Bancroft (en el papel de Anne Sullivan) que duró casi dos años en escena (octubre de 1959 - julio de 1961). El éxito fue tal que, a mitad de la temporada, el nombre de Duke fue colocado por encima del título en la marquesina. La obra se convirtió posteriormente en una película de 1962, por la cual Duke recibió el Premio de la Academia a la Mejor Actriz de Reparto con 16 años, siendo así la persona más joven hasta entonces en recibir un Oscar en cualquier categoría. Duke apareció después con Laurence Olivier y George C. Scott en la producción televisiva The Power and the Glory (1961). En 1979, se hizo una película de televisión de The Miracle Worker, en la que Duke interpretó a Sullivan.
En 1963, Duke consiguió su propia serie de televisión, The Patty Duke Show, en la que interpretaba a los dos personajes principales: Patty Lane, una adolescente estadounidense quien de vez en cuando se metía en pequeños problemas en casa y en la escuela, y su “formal y correcta” prima idéntica de Escocia, Cathy Lane. La serie fue coprotagonizado por William Schallert, que interpretaba al padre de Patty Lane, Jean Byron como su madre, Paul O'Keefe como su hermano y Eddie Applegate como su novio, Richard. En la serie también aparecían estrellas invitadas como Sammy Davis, Jr., Peter Lawford, Paul Lynde y Sal Mineo, y estuvo tres temporadas en antena, llevando a Duke ser nominada al Emmy.
A pesar de estos éxitos, Duke se sentía profundamente infeliz durante su adolescencia. Los Ross se esforzaban en retratarla como una adolescente normal pero, según lo revelaría años después en sus memorias, ella se sentía virtualmente prisionera hasta el punto de que le controlaban sus ingresos y hasta su vida privada. De hecho, sólo le permitían y a su madre sobrevivir con una pequeña cantidad de dinero y, además, la indujeron al consumo de alcohol y drogas controladas cuando ella tenía 13 años, lo que luego terminaría en abusos de sustancias (y, ya de adulta, Duke también acusó a John y Ethel Ross de abuso sexual). Cuando cumplió 18 años, Duke finalmente pudo librarse de la tutela de los Ross, pero solo para descubrir que le habían dilapidado la mayor parte de sus ganancias.
En 1967, tras la cancelación de The Patty Duke Show, ella trató de dejar atrás sus éxitos infantiles y comenzar su carrera como actriz adulta al interpretar a Neely O'Hara en la versión fílmica del libro Valley of the Dolls. La película fue un éxito de taquilla, pero fue destrozada por la crítica y tanto para el público como los críticos se les hizo difícil aceptar a la, hasta entonces, cándida adolescente como una estrella del canto alcohólica y adicta a las drogas, lo que casi termina arruinándole su carrera en aquella época. Hoy en día esta película se ha convertido en un clásico del cine Camp (también debido, en gran parte, a la sobreactuación de Duke).
En 1969 Duke ganó un Globo de Oro por la cinta Me, Natalie, en donde compartió créditos con un debutante Al Pacino, aunque la película fue un fracaso de taquilla y, en 1970, reapareció en televisión con la película My Sweet Charlie. Su papel de una sensible adolescente que se queda embarazada le hizo merecedor de su primer premio Emmy, pero el mismo se vio empañado cuando, al dar su discurso de aceptación, se le vio enojada y actuando de manera muy errática y desarticulada en plena ceremonia. De hecho, ella se encontraba en medio de una crisis maníaco-depresiva por trastorno bipolar, el cual no había sido diagnosticado en ese entonces.
Posteriormente, Duke recibió su segundo Emmy por la miniserie televisiva Captains and the Kings en 1977, y su tercero en 1980 para la versión en TV de The Miracle Worker en la que interpretó a Annie Sullivan, mientras que Melissa Gilbert hizo el papel de Helen Keller. Durante los años 80 y 90, Duke siguió trabajado mayormente en televisión, incluyendo las cintas The Women's Room (1980) y George Washington (1984), por las que obtuvo dos nominaciones a los premios Emmy además de otras apariciones notables en películas como By Design (1982), por la que recibió una nominación al premio Genie a la mejor actriz, y Prelude to a Kiss (1992).

## Incursión en el Canto
Duke también cosechó algunos éxitos como cantante, entre ellos dos canciones que llegaron a estar, en 1965, entre las Top 40: “Don't Just Stand There” (# 8) y “Say Something Funny” (# 22). Otra canción exitosa fue “Dona Dona” en 1968. También, durante 1968, ella actuó en The Tonight Show con Johnny Carson donde, además de que compartió el programa con el comediante George Jessel, interpretó la tradicional canción irlandesa “Danny Boy”. Ella también cantó en otras series como: Shindig!, Kraft Music Hall, El Show de Mike Douglas, y El show de Merv Griffin. Duke también cantó el exitoso tema central de su película de 1965, Billie, al igual que para la banda sonora de la película de 1966, The Daydreamer, en la que interpretó el personaje de Thumbelina.

## Defensora de la salud mental y otros reconocimientos
En 1987 Duke reveló en su autobiografía que le diagnosticaron el síndrome maníaco-depresivo (ahora llamado trastorno bipolar) en 1982. Su tratamiento, que incluyó el litio como medicamento y la terapia, logró estabilizar la vida de Duke, encaminándola hacia su recuperación. Ella es la primera celebridad en hacer público su diagnóstico de trastorno bipolar y ha contribuido a la desestigmatización de dicho trastorno. A raíz de ello Duke también se ha convertido en una activista a favor de numerosas causas de salud mental, interviniendo ante el Congreso y uniendo esfuerzos con el National Institute of Mental Health y la National Alliance for the Mentally Ill, con el fin de aumentar la sensibilización, financiación e investigación públicas para las personas con enfermedades mentales.
En 1985 Duke fue elegida presidenta de la Screen Actors Guild, siendo la segunda mujer en ocupar ese cargo. Ese mismo año también interpretó a la primera mujer presidenta de los Estados Unidos en la serie Hail to the Chief. Es autora de dos libros: Su autobiografía, Call Me Anna (ISBN 0-553-27205-5), y Brilliant Madness: Living with Manic Depressive Illness (ISBN 0-553-56072-7).
El 17 de agosto de 2004 Duke recibió una estrella en el Paseo de la Fama de Hollywood por su contribución a la industria cinematográfica.
En diciembre de 2007 fue investida con un doctorado Honoris Causa por la University of North Florida por su trabajo en la promoción de la concientización de los problemas de salud mental entre el público.
El 6 de marzo de 2010 Duke fue galardonada con un doctorado Honoris Causa en Filosofía y Letras por la Universidad de Maryland Eastern Shore.

## Vida personal
Duke estuvo casada con el director Harry Falk, quien sería su primer esposo, entre 1965 y 1969. Durante estos cuatro años de matrimonio ella sufrió de depresión maníaco-depresiva no diagnosticada y también padecía de anorexia, además de que bebía mucho y en varias ocasiones fue internada por sobredosis de pastillas.
A comienzos de 1970, a la edad de 23 años, Duke tuvo un romance con Desi Arnaz Jr. quien tenía 17 años. Esta relación se convirtió en noticia para los tabloides debido en parte a la diferencia de edades de la pareja (y siendo él menor de edad), además de la pública oposición de Lucille Ball a la relación de su hijo con Duke. Poco tiempo después Duke y Arnaz rompieron y luego ella comenzó a salir con el actor John Astin, pero a la vez también mantuvo una relación íntima con el promotor de música rock Michael Tell. En el mes de junio de 1970, en medio de una fase maníaco-depresiva, ella descubrió que estaba embarazada y al no tener la certeza de quién de los tres hombres era el padre de su hijo, Duke se casó con Tell a finales de ese mes pero, 13 días más tarde, el enlace terminó siendo anulado. Es de hacer notar que en ese entonces los medios de comunicación especulaban con que Arnaz era el padre del bebé.
El 25 de febrero de 1971 Patty Duke se convirtió en madre de un niño, bautizado como Sean, y en 1972 ella se casó con John Astin, quien adoptó a Sean como su propio hijo y la pareja tendría otro hijo llamado Mackenzie, quien nació en 1973. Duke y Astin trabajaron juntos durante su matrimonio y, durante un tiempo, ella agregó su apellido de casada a su nombre artístico.
Aunque Duke afirmó en su autobiografía de 1987 que John Astin era el padre biológico de Sean, más tarde ella declaró que estaba convencida de que era en realidad Desi Arnaz Jr. hasta que, finalmente, una prueba de paternidad realizada en 1994 demostró que el padre biológico de Sean era el segundo marido de Duke, Michael Tell, lo que echó por tierra el testimonio citado en su autobiografía de que su matrimonio con Tell nunca llegó a consumarse (siendo ésta la causa de su anulación); sin embargo el hoy actor Sean Astin siempre ha declarado que, para él, John Astin es su único y verdadero padre.
En 1985 Duke y Astin se divorciaron y, en 1986, ella se casó con el sargento Michael Pearce, a quien conoció en el rodaje de la película para televisión A Time for Triumph. La pareja adoptaría en 1988 a otro hijo, Kevin, y los tres se mudarían a Idaho.

## Muerte
Duke falleció a primeras horas de la mañana del 29 de marzo de 2016 a la edad de 69 años en Coeur d'Alene, Idaho, debido a una septicemia provocada por una perforación gastrointestinal; según lo confirmaron tanto su hijo, el actor Sean Astin, como su agente.

## Filmografía parcial
- 1958 - Country Music Holiday
- 1958 - The Goddess
- 1959 - 4D Man
- 1959 - Happy Anniversary
- 1962 - The Miracle Worker - Helen Keller
- 1965 - Billie - Billie Carol
- 1966 - The Daydreamer
- 1966 - The Virginian Capítulo "Sue Ann" (5x16)
- 1967 - Think Twentieth
- 1967 - Valley of the Dolls
- 1969 - Me, Natalie
- 1972 - You'll Like My Mother
- 1976 - Look What's Happened to Rosemary's Baby
- 1977 - Curse of the black widow
- 1978 - The Swarm
- 1979 - The Miracle Worker - Anne Sullivan
- 1979 - Antes y después
- 1982 - By Design
- 1983 - September Gun
- 1984 - Secreto policial
- 1986 - Willy/Milly
- 1986 - Something Special
- 1989 - Amityville 4
- 1992 - Prelude to a Kiss
- 1999 - Kimberly
- 2005 - Bigger Than the Sky
- 2008 - The Four Children of Tander Welch
- 2013 - Glee
- 2015 - Liv y Maddie - Abuela Janice/ Tía abuela Hillary

## Premios y nominaciones
Óscar
| Año  | Categoría               | Película                   | Resultado |
| ---- | ----------------------- | -------------------------- | --------- |
| 1963 | Mejor actriz de reparto | El milagro de Ana Sullivan | Ganadora  |